# دايفيد كامبل
دايفيد كامبل (بالإنجليزية: David Campbell)‏ (2 يونيو 1965 المملكة المتحدة - ) هو لاعب كرة قدم أيرلندي شمالي يلعب كلاعب وسط، شارك في كأس العالم لكرة القدم 1986.

## مسيرته الكروية
لعب دايفيد كامبل خلال مسيرته الاحترافية مع 13 ناديًا في تسعة عشر موسمًا وسجل خلالها 18 هدفًا ضمن 188 مباراة. ولم يفز بأي موسم بالكأس أو بالدوري.
خاض دايفيد كامبل مسيرته مع نادي نوتينغهام فورست في موسم 1984–85 ليلعب معه أربعة مواسم، مشاركًا في 41 مباراة سجل خلالها 3 أهداف. ثم انتقل إلى نادي نوتس كاونتي في موسم 1986–87 لمدة موسم واحد، حيث شارك في 18 مباراة سجل خلالها هدفين. لينتقل بعدها إلى نادي تشارلتون أثلتيك في موسم 1987–88 ولمدة موسمين، مشاركًا في 30 مباراة سجل خلالها هدفًا واحدًا. ثم انتقل إلى نادي برادفورد سيتي في موسم 1988–89 ولمدة موسمين، مشاركًا في 35 مباراة سجل خلالها 4 أهداف. هذا وانتقل لاحقًا إلى نادي شامروك روفرز في موسم 1990–91 ولمدة موسمين، مشاركًا في 31 مباراة سجل خلالها 5 أهداف. ثم انتقل بعدها إلى نادي كليفتونفيل في موسم 1991–92 لمدة موسم واحد، مشاركًا في 4 مباريات ولم يسجل أي هدف. ليعود وينتقل من جديد، لكن هذه المرة إلى نادي بيرنلي في موسم 1992–93 لمدة موسم واحد، مشاركًا في 8 مباريات ولم يسجل أي هدف أيضًا. لينتقل بعدها إلى نادي بورتاداون في موسم 1993–94 لمدة موسم واحد، مشاركًا في 7 مباريات سجل خلالها هدفين. ثم لعب في نادي كامبريدج يونايتد في موسم 1994–95 لمدة موسم واحد، مشاركًا في مباراة ولم يسجل أي هدف.

## وصلات خارجية
- دايفيد كامبل على موقع قاعدة بيانات كرة القدم.إي يو (الإنجليزية)
- دايفيد كامبل على موقع ناشيونال فوتبول تيمز (الإنجليزية)
- دايفيد كامبل على موقع عالم كرة القدم.نت (الإنجليزية)